# Рупча
Ру́пча (болг. Рупча) — село в Бургаській області Болгарії. Входить до складу общини Руєн.

## Населення
За даними перепису населення 2011 року у селі проживали 418 осіб, з них 209 осіб (99,1%) — турки.
Розподіл населення за віком у 2011 році:
Динаміка населення: